# کالوم چمبرز
کالوم چمبرز (انگلیسی: Calum Chambers؛ زادهٔ ۲۰ ژانویهٔ ۱۹۹۵) بازیکن فوتبال اهل انگلستان است. کالوم چمبرز در سال ۲۰۱۴ از ساوتهمپتون به آرسنال آمد. چمبرز که از ابتدای این فصل تنها ۵ بازی برای آرسنال انجام داده بود، دوران حضور در این تیم را با ۱۲۲ بازی و ۵ گل به پایان برد. کالوم چمبرز، مدافع آرسنال در سال ۲۰۲۲ با قراردادی ۳.۵ ساله به آستون‌ویلا پیوست.